# Oliver Widmann
Oliver Widmann (Ludwigsburg, 22 de agosto de 2001) es un deportista alemán que compite en ciclismo en la modalidad de trials. Ganó seis medallas en el Campeonato Mundial de Trials entre los años 2018 y 2024.

## Palmarés internacional
| Campeonato Mundial | Campeonato Mundial    | Campeonato Mundial | Campeonato Mundial |
| Año                | Lugar                 | Medalla            | Competición        |
| ------------------ | --------------------- | ------------------ | ------------------ |
| 2018               | Chengdu (China)       | Medalla de plata   | Equipo mixto       |
| 2021               | Vic (España)          | Medalla de bronce  | Equipo mixto       |
| 2022               | Abu Dabi (EAU)        | Medalla de bronce  | Trials 26″         |
| 2022               | Abu Dabi (EAU)        | Medalla de bronce  | Equipo mixto       |
| 2023               | Glasgow (Reino Unido) | Medalla de plata   | Trials 26″         |
| 2024               | Abu Dabi (EAU)        | Medalla de bronce  | Equipo mixto       |